# Franz Ferdinand Schulze

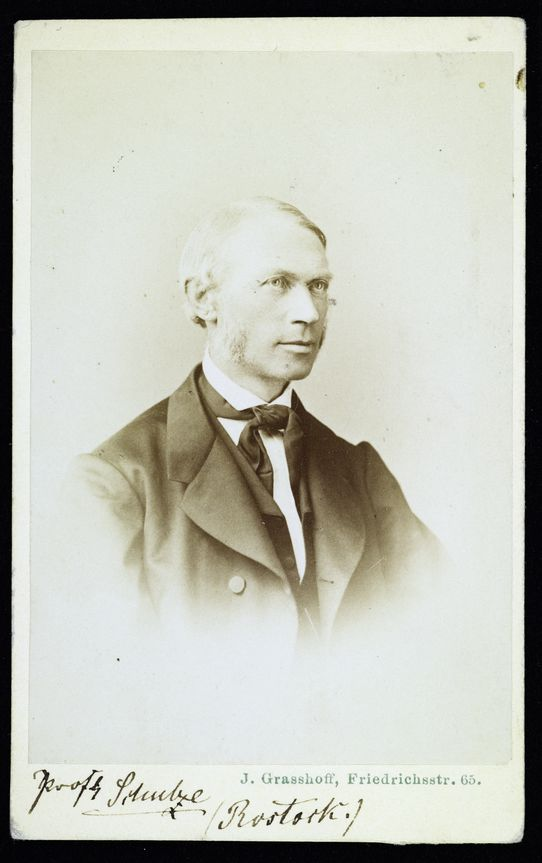
Carte-de-visite, impresión a la albúmina

Franz Ferdinand Schulze (17 de enero de 1815 - 14 de abril de 1873) fue un profesor alemán de química y microbiología que impartió clases en la Real Academia Estatal de Agricultura de Prusia en Eldena y posteriormente en Rostock. Innovó las técnicas analíticas, sobre todo utilizando tubos de vidrio soplado especiales. En sus experimentos examinó cuestiones como la generación espontánea. Logró demostrar que cuando se hacía burbujear aire a través de ácido sulfúrico, el aire resultante no producía ningún crecimiento en medios de cultivo cuidadosamente esterilizados. Tradujo al alemán la obra de J. F. W. Johnston Elements of Agricultural Chemistry and Geology (1841). En 1857 acuñó el nombre del componente de la madera lignina.

## Vida y trabajo

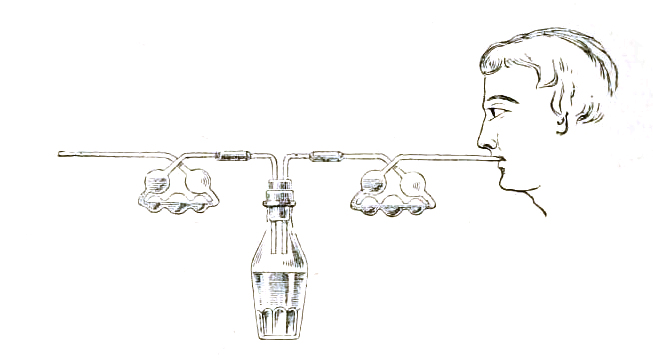
Configuración de Schulze de 1836 para el tratamiento del aire en experimentos sobre generación espontánea

Schulze nació en Naumburg, segundo hijo de un artesano. Un tío se hizo cargo de él desde los diez años y creció en Meissen, donde fue a la escuela. Volvió a Naumburg, donde aprobó el abitur en 1832, y luego fue a estudiar a Leipzig. Aquí se interesó por las ciencias naturales y asistió a las clases de zoología impartidas en Berlín por Hinrich Lichtenstein. Se doctoró con una disertación sobre "De planariarum vivendi ratione et structura penitiore", tras lo cual trabajó en el laboratorio de Eilhard Mitscherlich. En 1835 se convirtió en profesor de química en la recién fundada Academia Agrícola de Eldena y en 1837 se habilitó en la Universidad de Greifswald. Escribió un libro de texto sobre química agrícola y en 1850 se trasladó a Rostock como profesor titular. Continuó algunas de las investigaciones de química agrícola que había iniciado en Eldena y se dedicó más al estudio de la higiene. Después de que el cólera azotara Rostock en 1866, realizó estudios sobre los microorganismos transportados por el aire, señalando su posible papel en la putrefacción. Ya en 1836, construyó una cristalería para hacer burbujear el aire a través del ácido sulfúrico, con el fin de demostrar que ese aire tratado no provocaba el crecimiento en medios estériles y aislados. Este método fue desarrollado por Theodor Schwann, John Tyndall y otros en los primeros debates sobre la generación espontánea.
Schulze se casó con Charlotte, hija de Sydow zu Charlottenburg, en Eldena en 1839 y tuvieron dos hijos, el mayor Franz Eilhard Schulze (el segundo nombre de su padrino Mitscherlich) se convirtió en zoólogo. Después de la muerte de Charlotte en 1850 se casó con Mathilde von Langermann en 1852. Murió de neumonía en Rostock.